# Popielewo (powiat gnieźnieński)
Popielewo – wieś w Polsce położona w województwie wielkopolskim, w powiecie gnieźnieńskim, w gminie Trzemeszno.
Wieś duchowna, własność opata kanoników regularnych w Trzemesznie pod koniec XVI wieku leżała w powiecie gnieźnieńskim województwa kaliskiego. W latach 1975–1998 miejscowość należała administracyjnie do województwa bydgoskiego.

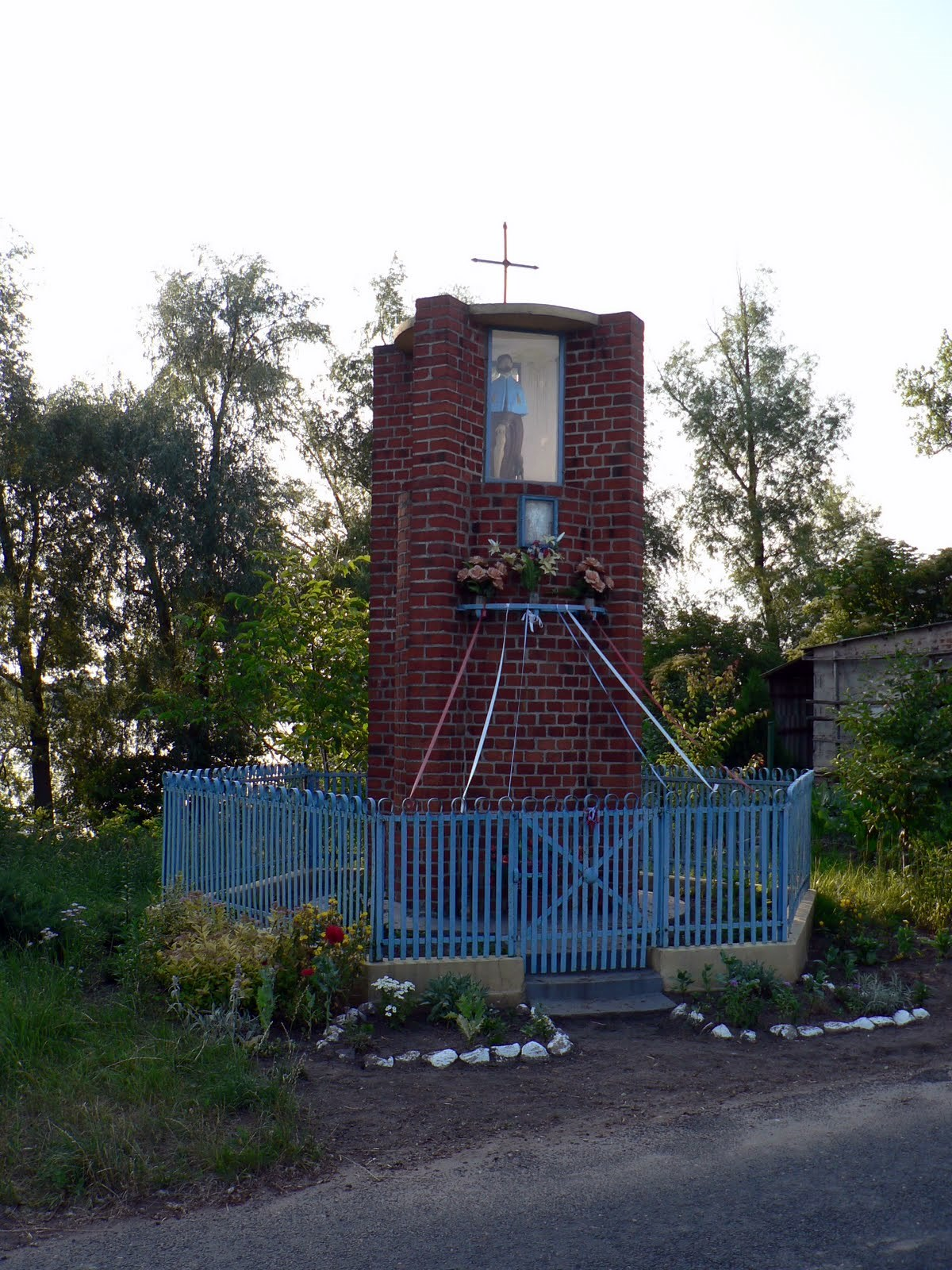
Kapliczka w Popielewie